# Ministerul Educației, Culturii și Științei din Țările de Jos
Ministerul Educației, Culturii și Științei (în neerlandeză Ministerie van Onderwijs, Cultuur en Wetenschappen; OCW) este ministerul responsabil pentru educație, cultură, știință, cercetare, egalitatea de șanse și comunicații din Țările de Jos. Ministerul a fost creat în 1918 ca Ministerul Educației, Artelor și Științelor și a trecut prin mai multe schimbări de nume înainte de a devenit Ministerul Educației, Culturii și Științei în 1994. Ministerul este condus de ministrul educației, culturii și științei, în prezent Jet Bussemaker.

## Responsabilități
Misiunea ministerului este de a „lucra pentru o dezvoltare inteligentă, competentă și creativă a Țărilor de Jos”. Ministerul este responsabil pentru trei domenii de politică:
- Întreaga educație, de la grădiniță, prin învățământul primar și secundar până la formarea profesională și învățământul superior;
- Cultură, arte și comunicații publice;
- Știință și inovare.

## Organizarea
Ministerul este condus în prezent de un ministru și un secretar de stat. Birourile principale ale Ministerului sunt situate în Hoftoren, cea mai înaltă clădire din Haga. Ministerul are în jur de 2.500 de funcționari publici. Serviciul public este condus de un secretar general și un secretar general adjunct, care dirijează un sistem format din trei direcții generale:
- Învățământ primar și secundar;
- Învățământ superior, formare profesională și științe;
- Cultură și mass-media.

El are mai multe agenții autonome:
- Instituția Financiară Centrală, care este responsabilă pentru punerea în practică a politicilor financiare:
- Institutul de Colectare din Țările de Jos;
- Arhiva Națională;
- Serviciul guvernamental pentru Arheologie, Peisaj Cultural și Monumente;
- Inspecția Educației;
- Inspecția pentru Conservare Culturală;
- Consiliul pentru Știință și Tehnologie;
- Consiliul pentru Educație;
- și Consiliul pentru Cultură.

## Istoric
Predecesorul ministerului, Ministerul Educației, Artelor și Științelor a fost fondat în 1918, rupându-se din Ministerul de Interne. El a fost constituit ca urmare a rezolvării conflictului cu privire la egalizarea finanțării publice a școlilor publice și religioase. În timpul ocupației germane ministerul a fost redenumit Departamentul pentru Educație, Științe și Conservare Culturală și a fost format, în paralel, un Departament separat pentru Propagandă și Arte. În 1965 departamentul pentru arte a fost integrat în noul Minister al Culturii, Recreerii și Asistenței Sociale. În 1982, acest departament cultural a fost integrat în Ministerul Sănătății. În 1996 departamentul cultural a revenit la Ministerul Educației.

## Lista miniștrilor educației, culturii și științei
| Ministru al educației, culturii și științei | Ministru al educației, culturii și științei                         | Perioadă                                | Partid    | Prim-ministru (Cabinet)                                                         |
| --- | ------------------------------------------------------------------- | --------------------------------------- | --------- | ------------------------------------------------------------------------------- |
| Johannes Theodoor de Visser | Johannes Theodoor de Visser                                         | 9 septembrie 1918 – 4 august 1925       | CHU       | Charles Ruijs de Beerenbrouck (De Beerenbrouck I • II)                          |
| | Victor Henri Rutgers                                                | 4 august 1925 – 8 martie 1926           | ARP       | Hendrikus Colijn (Colijn I)                                                     |
| M. A. M. Waszink | Marius Alphonse Marie Waszink                                       | 8 martie 1926 – 10 august 1929          | RKSP      | Dirk Jan de Geer (De Geer I)                                                    |
| Jan Terpstra | Jan Terpstra                                                        | 10 august 1929 – 26 mai 1933            | ARP       | Charles Ruijs de Beerenbrouck (De Beerenbrouck III)                             |
| Henri Marchant | Henri Marchant                                                      | 26 mai 1933 – 18 mai 1935               | VDB       | Hendrikus Colijn (Colijn II)                                                    |
| Jan Rudolph Slotemaker de Bruïne | Jan Rudolph Slotemaker de Bruïne (ad interim, 18 mai–31 iulie 1935) | 18 mai 1935 – 25 iulie 1939             | CHU       | Hendrikus Colijn (Colijn II • III • IV)                                         |
| Bep Schrieke | Bep Schrieke                                                        | 25 iulie 1939 – 10 august 1939          | Indep.    | Hendrikus Colijn (Colijn V)                                                     |
| Gerrit Bolkestein | Gerrit Bolkestein                                                   | 10 august 1939 – 24 iunie 1945          | VDB       | Dirk Jan de Geer (De Geer II) Pieter Sjoerds Gerbrandy (Gerbrandy I • II • III) |
| Gerardus van der Leeuw | Gerardus van der Leeuw                                              | 24 iunie 1945 – 3 iulie 1946            | SDAP PvdA | Wim Schermerhorn (Schermerhorn-Drees)                                           |
| Jos Gielen | Jos Gielen                                                          | 3 iulie 1946 – 7 august 1948            | KVP       | Louis Beel (Beel I)                                                             |
| Theo Rutten | Theo Rutten                                                         | 7 august 1948 – 2 septembrie 1952       | KVP       | Willem Drees (Drees-Van Schaik • Drees I)                                       |
| Jo Cals | Jo Cals                                                             | 2 septembrie 1952 – 24 iulie 1963       | KVP       | Willem Drees (Drees II • III) Louis Beel (Beel II) Jan de Quay (De Quay)        |
| Theo Bot | Theo Bot                                                            | 24 iulie 1963 – 14 aprilie 1965         | KVP       | Victor Marijnen (Marijnen)                                                      |
| Responsibilitatea pentru domeniul culturii a fost transferată către: Ministerul Culturii, Recreației și Asistenței Sociale 1965–1982; Ministerul Sănătății, Bunăstării și Culturii 1982–1994. |                                                                     |                                         |           |                                                                                 |
| Ministru al educației și științei | Ministru al educației și științei                                   | Perioadă                                | Partid    | Prim-ministru (Cabinet)                                                         |
| Isaäc Arend Diepenhorst | Isaäc Arend Diepenhorst                                             | 14 aprilie 1965 – 5 aprilie 1967        | ARP       | Jo Cals (Cals) Jelle Zijlstra (Zijlstra)                                        |
| Gerard Veringa | Gerard Veringa                                                      | 5 aprilie 1967 – 6 iulie 1971           | KVP       | Piet de Jong (De Jong)                                                          |
| Chris van Veen | Chris van Veen                                                      | 6 iulie 1971 – 11 mai 1973              | CHU       | Barend Biesheuvel (Biesheuvel I • II)                                           |
| Jos van Kemenade | Jos van Kemenade                                                    | 11 mai 1973 – 19 decembrie 1977         | PvdA      | Joop den Uyl (Den Uyl)                                                          |
| Arie Pais | Arie Pais                                                           | 19 decembrie 1977 – 11 septembrie 1981  | VVD       | Dries van Agt (Van Agt I)                                                       |
| Jos van Kemenade | Jos van Kemenade                                                    | 11 septembrie 1981 – 29 mai 1982        | PvdA      | Dries van Agt (Van Agt II)                                                      |
| Wim Deetman | Wim Deetman                                                         | 29 mai 1982 – 14 septembrie 1989[1]     | CDA       | Dries van Agt (Van Agt III) Ruud Lubbers (Lubbers I • II)                       |
| Gerrit Braks | Gerrit Braks                                                        | 14 septembrie 1989 – 7 noiembrie 1989   | CDA       | Ruud Lubbers (Lubbers II)                                                       |
| Jo Ritzen | Jo Ritzen                                                           | 7 noiembrie 1989 – 22 august 1994       | PvdA      | Ruud Lubbers (Lubbers III)                                                      |
| Ministru al educației, culturii și științei | Ministru al educației, culturii și științei                         | Perioadă                                | Partid    | Prim-ministru (Cabinet)                                                         |
| Jo Ritzen | Jo Ritzen                                                           | 22 august 1994 – 3 august 1998          | PvdA      | Wim Kok (Kok I)                                                                 |
| Loek Hermans | Loek Hermans                                                        | 3 august 1998 – 22 iulie 2002           | VVD       | Wim Kok (Kok II)                                                                |
| Maria van der Hoeven | Maria van der Hoeven                                                | 22 iulie 2002 – 22 februarie 2007       | CDA       | Jan Peter Balkenende (Balkenende I • II • III)                                  |
| Ronald Plasterk | Ronald Plasterk                                                     | 22 februarie 2007 – 23 fabruarie 2010   | PvdA      | Jan Peter Balkenende (Balkenende IV)                                            |
| André Rouvoet | André Rouvoet (de asemenea, viceprim-ministru)                      | 23 februarie 2010 – 14 octombrie 2010   | CU        | Jan Peter Balkenende (Balkenende IV)                                            |
| Marja van Bijsterveldt | Marja van Bijsterveldt                                              | 14 octombrie 2010 – 5 noiembrie 5, 2012 | CDA       | Mark Rutte (Rutte I)                                                            |
| Jet Bussemaker | Jet Bussemaker                                                      | 5 noiembrie 2012 –                      | PvdA      | Mark Rutte (Rutte II)                                                           |

1 - Numit președinte al Camerei Reprezentanților din Țările de Jos

### Foști miniștri ai educației, culturii și științei în viață
| Ministrul educației, culturii și științei | Perioadă             | Vârsta                         |
| ----------------------------------------- | -------------------- | ------------------------------ |
| Jos van Kemenade                          | 1973-1977, 1981-1982 | 6 martie 1937 (80 de ani)      |
| Arie Pais                                 | 1977-1981            | 16 aprilie 1930 (87 de ani)    |
| Wim Deetman                               | 1982-1989            | 3 aprilie 1945 (72 de ani)     |
| Gerrit Braks                              | 1989                 | 23 mai 1933 (84 de ani)        |
| Jo Ritzen                                 | 1989-1998            | 3 octombrie 1945 (71 de ani)   |
| Loek Hermans                              | 1998-2002            | 23 aprilie 1951 (66 de ani)    |
| Maria van der Hoeven                      | 2002-2007            | 13 septembrie 1949 (67 de ani) |
| Ronald Plasterk                           | 2007-2010            | 12 aprilie 1957 (60 de ani)    |
| André Rouvoet                             | 2010                 | 4 ianuarie 1962 (55 de ani)    |
| Marja van Bijsterveldt                    | 2010-2012            | 27 iunie 1961 (56 de ani)      |
| Jet Bussemaker                            | 2012-                | 15 ianuarie 1961 (56 de ani)   |